# Lữ đoàn Bộ binh 28 Úc
Lữ đoàn Bộ binh 28 được quân đội Úc hình thành trong thế chiến thứ hai. Lữ đoàn được thành lập vào tháng 4 năm 1941, gồm một phần lực lượng dân quân tự vệ. Lữ đoàn bị giải tán vào ngày 12 tháng 12 năm 1943.

## Biên chế
Tiểu đoàn Bộ binh 45 Úc (từ ngày 8 tháng 3 đến ngày 11 tháng 2 năm 1942)
Tiểu đoàn Bộ binh 34 Úc
Tiểu đoàn Bộ binh 20 Úc (từ ngày 11 tháng 2 năm 1942)
Tiểu đoàn Bộ binh 48 Úc (từ ngày 25 đến ngày 26 tháng 8 năm 1942)
Tiểu đoàn Bộ binh 10 Úc (từ ngày 10 đến ngày 23 tháng 8 năm 1942)
Tiểu đoàn Bộ binh 19 Úc (từ ngày 30 tháng 9 năm 1942 đến ngày 30 tháng 3 năm 1943)
Tiểu đoàn Bộ binh 18 Úc (từ ngày 6 đến ngày 9 tháng 12 năm 1943)
Tiểu đoàn Đồn trú 13 (từ ngày 11 tháng 12 năm 1941 đến ngày 27 tháng 5 năm 1942)
Trung đoàn Đại học Sydney (ngày 8 tháng 4 năm 1941 đến ngày 8 tháng 12 năm 1942)